# Stanozolol

Strukturformel

Stanozolol är en syntetisk anabolisk steroid utvunnen ur Dihydrotestosteron (DHT).
Sprintern Ben Johnson tog Stanozolol.